# Pro Co RAT

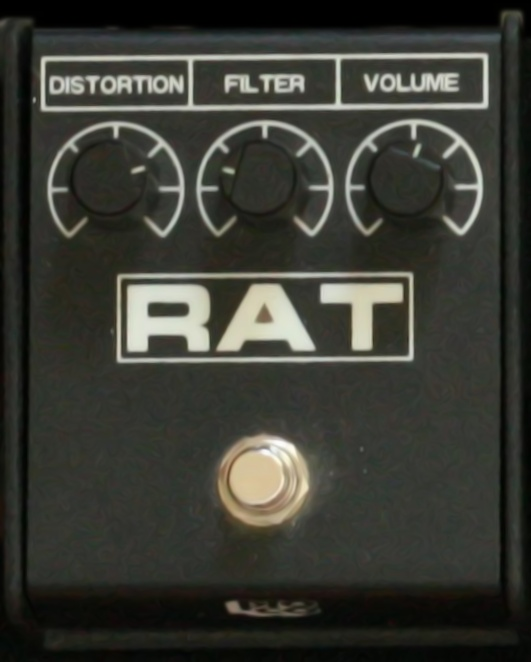
Pro Co RAT 2

El Pro Co RAT es un pedal de distorsión producido por Pro Co Sound. El RAT original se desarrolló en el sótano de las instalaciones de Pro Co en Kalamazoo (Michigan), en 1978. Hoy en día se siguen produciendo numerosas variaciones del pedal RAT original; se ha convertido en una de los pedales de efectos de guitarra más vendidas de todos los tiempos, y algunos minoristas la sitúan entre los diez pedales más vendidos.
El pedal ha cambiado de apariencia con los años, pero su sonido se ha mantenido prácticamente igual. Pro Co también ha presentado variantes del RAT, como el Turbo RAT y el You Dirty RAT, entre otras.

## Historia
Los orígenes del pedal «The RAT» de Pro Co se remontan a mediados de la década de 1970, cuando los ingenieros de Pro Co, Scott Burnham y Steve Kiraly, repararon y modificaron pedales de distorsión existentes, como el Dallas Arbiter Fuzz Face. Burnham decidió que podía construir un producto superior desde cero y diseñó lo que se convertiría en el pedal «The RAT». Burnham comenzó a trabajar en su circuito en 1974, casi al mismo tiempo que los circuitos de distorsión con recorte fuerte comenzaban a entrar en el mercado. Sin embargo, mientras experimentaba con su circuito, accidentalmente usó una resistencia de valor incorrecto para polarizar el amplificador operacional, llevándolo a una distorsión intensa. La «distorsión de amplificador operacional», como se la conoce actualmente, fue una idea completamente novedosa en aquel momento y, combinada con la sección de recorte de diodos, permitió una distorsión mucho más agresiva que la disponible en aquel momento. El autor Pagan Kennedy describe la invención de Burnham de la siguiente manera:

Un día, mientras soldaba piezas, tomó una resistencia del tamaño equivocado —fue un error afortunado— y la conectó a una placa de circuito. La máquina empezó a chillar y a gemir. Y así fue como oyó un nuevo sonido: hermoso, inquietante, horrible y lleno de alma. Inmediatamente lo reconoció como un gran descubrimiento, y lo convirtió en un pedal de distorsión al que llamó Rat. Conectado a una guitarra, el Rat convertía cada nota en una explosión de indignación.

En 1978, el «RAT», llamado así por el sótano infestado de ratas en el que fue diseñado, se estaba construyendo como un producto personalizado. Solo se fabricaron doce de estos pedales —incluido un prototipo—, conocidos comúnmente como «Bud Box» RAT. Cada pedal se fabricó en una caja de proyecto estándar, se pintó y se perforó a mano. En 1979, Pro Co comenzó a producirlos en masa. Esta iteración se construyó en un gabinete de chapa metálica rectangular diseñado a medida, con una sección superior/posterior removible en forma de L que brinda acceso a los componentes internos. El panel superior estaba etiquetado con Pro Co Sound «The RAT» y las tres perillas de control como Distorsión, Tono y Volumen. Entre 1979 y 1980 hubo varios cambios cosméticos en el pedal mientras Pro Co trabajaba para conseguir perillas e imprimir las etiquetas en el pedal, pero el circuito permaneció prácticamente sin cambios. En 1981 el Rat vivió su primer cambio de circuito. El control de tono, que permitía al usuario bajar el volumen de las frecuencias agudas al girarlo en sentido antihorario, se invirtió para bajar los agudos al girar la perilla en el sentido de las agujas del reloj. Desde un punto de vista eléctrico, este cambio no supuso ninguna diferencia, pero se cree que el cambio se realizó a través de la retroalimentación de los usuarios en un intento de que estos percibieran el efecto como menos duro.
En 1983, Pro Co cambió a un recinto más pequeño, en forma de U. Finalmente, en 1988, se introdujo el RAT2, que incluía un LED de encendido y apagado que utilizaba un nuevo «circuito de derivación del milenio», que se convirtió en el estándar de la industria para circuitos de conmutación de pedales. Las etiquetas serigrafiadas fueron reemplazadas por mylar que brilla en la oscuridad. En los últimos años han surgido varios diseños de placas de circuito RAT2 y configuraciones de cableado, incluidas las conocidas «RAT3 versión A y B», todas bajo el nombre RAT2. El modelo RAT2 todavía está disponible hoy en día, pero en 2008 la producción se trasladó a China y ahora lo fabrica Neutrik para Pro Co Sound. En 2019, Pro Co cambió su adaptador de 1/8" por un adaptador PSA estándar de la industria. A pesar del gran número de RATs lanzados a lo largo de los años, el circuito se ha mantenido muy similar al esquema original.
Otros modelos de productos RAT incluyen:
- R2DU (1984–1988)
- Juggernaut (original) (1979–1981)
- RAT2 (1988–presente)
- Turbo RAT (1989–presente)
- Reedición del Vintage RAT (1991–2005)
- BRAT / Roadkill (1997–2001)
- Deucetone RAT (2002–presente)
- Reedición del Juggernaut (2003–presente)
- 25th Silver Anniversary RAT (2003)
- You Dirty RAT (2004–presente)
- SOLO (2006–presente)
- Reedición del '85 Whiteface RAT (2010)
- FATRAT (2014–presente)
- Lil' Rat (2021–presente)

## Circuitería
El Pro Co RAT es un pedal de distorsión con un circuito bastante simple, que se puede dividir en cuatro bloques más simples: etapa de distorsión, control de tono, etapa de salida y fuente de alimentación. Todos, excepto la fuente de alimentación, interactúan directamente con la señal de la guitarra. La señal ingresa al pedal y viaja a través de un filtro de paso de banda que filtra el contenido de frecuencia alta y baja de la señal.
Luego pasa a la etapa de ganancia, que se basa en un solo amplificador operacional, originalmente el Motorola LM308 —cambiado a Texas Instruments OP07DP alrededor de 2002-2003—. La distorsión se produce utilizando un circuito de ganancia variable con diodos que cortocircuitan la salida a tierra a un cierto nivel de voltaje para producir un recorte brusco de la forma de onda de entrada. En niveles de ganancia más bajos, la distorsión se produce enteramente a través de los diodos, pero en niveles de ganancia más altos, el amplificador operacional también comienza a distorsionar. Originalmente se utilizaban diodos 1N914, que posteriormente fueron sustituidos por 1N4148 desde RAT2. El pedal Turbo RAT utiliza LED rojos para este propósito —los LED rojos tienen un voltaje directo aproximadamente el doble que los diodos de silicio originales—, mientras que el pedal You Dirty RAT utiliza diodos de germanio 1N34A —que recortan a un voltaje directo mucho más bajo—.
A la etapa de distorsión le sigue un filtro de tono «inverso» pasivo y un control de volumen.
Este circuito ha permanecido casi totalmente intacto durante la fabricación del RAT y el RAT2. Otras versiones del RAT son casi idénticas al RAT2, excepto por los cambios en los diodos de recorte, carcasas diferentes o la adición de nuevos controles.

## Versiones de la RAT

### Línea de productos actual
- RAT2 (Diodos de recorte de silicio)
- Lil' RAT (Idéntico a RAT2 excepto que no tiene caja de batería. Componentes de montaje superficial en lugar de orificios pasantes)
- Turbo RAT (diodos de recorte de LED rojos)
- You Dirty RAT (diodos de recorte de germanio)
- FAT RAT (modo de diodos de recorte de silicio/MOSFET/germanio, interruptor 'Thick' (refuerzo de graves/corte de agudos), 9/18 V y un amplificador operacional intercambiable)
- Deucetone RAT (pedal Dual RAT (2 en 1) (conectores de entrada/salida separados por lado), modo de diodos de recorte de silicio/LED/germanio en el lado A, modo de diodos de recorte de silicio/LED/diodo elevador en el lado B )
- Juggernaut (versión reeditada)

### Pedales que no llevan el nombre de RAT y que actualmente produce ProCo
- Solo (tres modos de pares de diodos de recorte asimétricos (caliente/fundido/quemado), control Scoop (rango medio), tono (en lugar del control de tono de filtro "inverso" típico), amplificador operacional Texas Instruments OP07DP. El prototipo se llamó "RATZO" y contaba con un potenciómetro doble ubicado en el centro para los controles "Tone" y "Scoop" junto con los controles "Distortion" y "Volume" al estilo típico de RAT)

### Productos descontinuados
- "Bud Box" RAT (La RAT original hecha a mano)
- "Big Box" RAT (pedal rectangular grande y distintivo)
- Juggernaut (también llamado "Bass RAT") (Versión original) (circuito RAT modificado con filtrado 'Low Pass' en su lugar, gabinete de tamaño RAT dual (2 en 1), lado derecho: 'Mix' (entre la relación Drive / Clean), Volumen maestro y en el lado izquierdo: Cantidad (Drive), Tono, Vol. El pedal también cuenta con un bucle de efectos externos)
- Caja pequeña RAT (caja de acero doblada en forma de U)
- R2DU (pedal RAT doble montable en rack de 19 pulgadas, utilizable en modo cascada o canal dual)
- BRAT / Roadkill (circuito derivado del RAT2 de fabricación estadounidense de bajo coste diseñado para Guitar Center que incluye el amplificador operacional Motorola LM308 con LED en el circuito de retroalimentación negativa. La placa frontal tiene dos caras, una con la palabra "BRAT" impresa y la otra con la palabra "Roadkill". Tenga en cuenta que este pedal solo se alimenta con una batería de 9 V )
- Reedición vintage de RAT (modelo reeditado de "caja grande" con forma rectangular)
- Reedición de Whiteface RAT '85 (edición limitada '10)

### Lanzamientos especiales
- IKEBE 40th Anniversary RAT: Edición limitada de RAT totalmente blanca, totalmente roja y totalmente amarilla fabricada exclusivamente para el mercado japonés.
- Pedal RAT 25.° aniversario de plata: "Big Box" en una distintiva carcasa de acero inoxidable de color plateado con el lema "25 años de Grunge" (modelo de aniversario limitado, entregado a artistas y técnicos selectos por Pro Co Sound).

## Modificaciones populares al RAT
El RAT es un pedal popular para modificar. Algunas de las posibles modificaciones incluyen:
- Modificaciones de resistencia: la modificación Ruetz RAT que implica simplemente cortar la resistencia de 47 Ω para desconectar la mitad del circuito de accionamiento. La ganancia se reduce un poco y los graves ya no se atenúan. Además, la resistencia de 560 Ω que controla la mitad inferior del filtro de distorsión puede recibir un tratamiento similar. Cualquiera de las dos modificaciones se traducirá en una respuesta de graves más gruesa (similar a una distorsión) a costa de perder distorsión. [7] Otro intercambio de resistencias popular es intercambiar las resistencias R1 y R2 de 1 M Ω por 2 M Ω, lo que permite una mayor impedancia de entrada para mantener la fidelidad de la señal de entrada.
- Interruptores de palanca : el mod Mightier Mouse incluye un interruptor de 3 vías para seleccionar entre los modos RAT/RAT2 (recorte a través de diodos de silicio), Turbo RAT (recorte a través de LED rojos) y FAT RAT (recorte MOSFET ). También muestra una alternativa a la modificación Ruetz RAT mediante el uso de un potenciómetro o trimpot para reemplazar la resistencia en lugar de cortarla del circuito. [8]
- Elevación de diodo : quitar uno de los dos diodos de recorte (recorte asimétrico) o ambos (recorte de amplificador operacional puro) da como resultado un aumento de volumen con un tono más crujiente.
- Sustituciones de chips : Los pedales RAT originales presentaban el raro amplificador operacional Motorola LM308, que ahora es bastante caro de adquirir. Los pedales RAT2 más recientes incluyen el modelo Texas Instruments OP07DP, ampliamente disponible. Otros amplificadores operacionales que la gente prueba incluyen: el CA3130EZ (basado en MOSFET), el NE5535A / NE5534AP (alta velocidad de respuesta, bajo ruido), el LM741 (bajo impulso) y finalmente el TL071 / TL081 (ambos basados en BI-FET). Muchos modders de RAT instalan un zócalo de amplificador operacional para permitir un fácil intercambio de amplificadores operacionales, lo que es similar a lo que la gente hace con el circuito Ibanez Tube Screamer .
- Modificaciones de capacitores : capacitores de cerámica "suavizantes" reemplazados por capacitores de mica plateada o película de metal para una mejor fidelidad tonal. Estos incluyen el capacitor de 30 pF que monta el chip del amplificador operacional y el capacitor único de 100 pF.
- Toma de corriente : 2,1 Toma de adaptador de 9 V CC mm (estilo Roland/BOSS) mod. Debido a que la punta del adaptador estilo BOSS es negativa, es necesario instalar un conector de plástico 2.1. conector de mm para evitar que el cañón del enchufe se cortocircuite contra el chasis de acero del RAT ( nota: el sitio web oficial dice que utiliza un adaptador de punta positiva ). Esta modificación no es necesaria en los pedales fabricados después de 2019, ya que utilizan un adaptador estilo Boss.

## Clones
Debido a la popularidad del RAT, numerosos diseñadores y fabricantes de pedales grandes y pequeños han intentado replicar su sonido como "clones" o en nuevos diseños. A menudo, el objetivo de estos "clones" es capturar el sonido de los RATS clásicos a un precio más asequible. Muchos clones de RAT permiten a los usuarios cambiar entre los diferentes circuitos RAT (Turbo, estándar, etc.) o entre eras (Whiteface, LM308 Chip, Big box...). La simplicidad del circuito también lo ha hecho popular entre los fabricantes de kits de pedales para quienes lo construyen por primera vez. Algunos ejemplos de 'clones' de RAT son:
- JHS Pedals Pack Rat
- TC Electronic MAGUS
- Mooer Audio Black Secret
- Walrus Audio Iron Horse
- Electro-Harmonix Flatiron Fuzz
- [Sondery] Metal Distortion

## Usuarios destacados
- Ichirou Agata de Melt-Banana[9]
- Jeff Beck[10]
- Nuno Bettencourt[11]
- Frank Black[11]
- Juan Campodónico
- Gustavo Cerati[12]
- Nels Cline de Wilco[13]
- Lawrence Chandler[14]
- Kurt Cobain[15]
- Graham Coxon[11]
- Kevin Eubanks[16]
- Bill Frisell[17]
- David Gilmour[18][19]
- Dave Grohl[20]
- James Hetfield
- Krist Novoselic[11]
- Joe Perry[21]
- Ben Monder[22]
- Riki Musso
- Kurt Rosenwinkel[23]
- John Scofield[24]
- Sonny Sharrock[25]
- Andy Summers[26]
- Alex Turner[27]
- Thom Yorke[28]
- Xan McCurdy de Cake[29]
- Boris[30]
- Rivers Cuomo[11]
- Neil Halstead[11]
- Mark Gardener[11]
- Matt Hardy de Skinshed.[31]